# Philippinische Staatsangehörigkeit

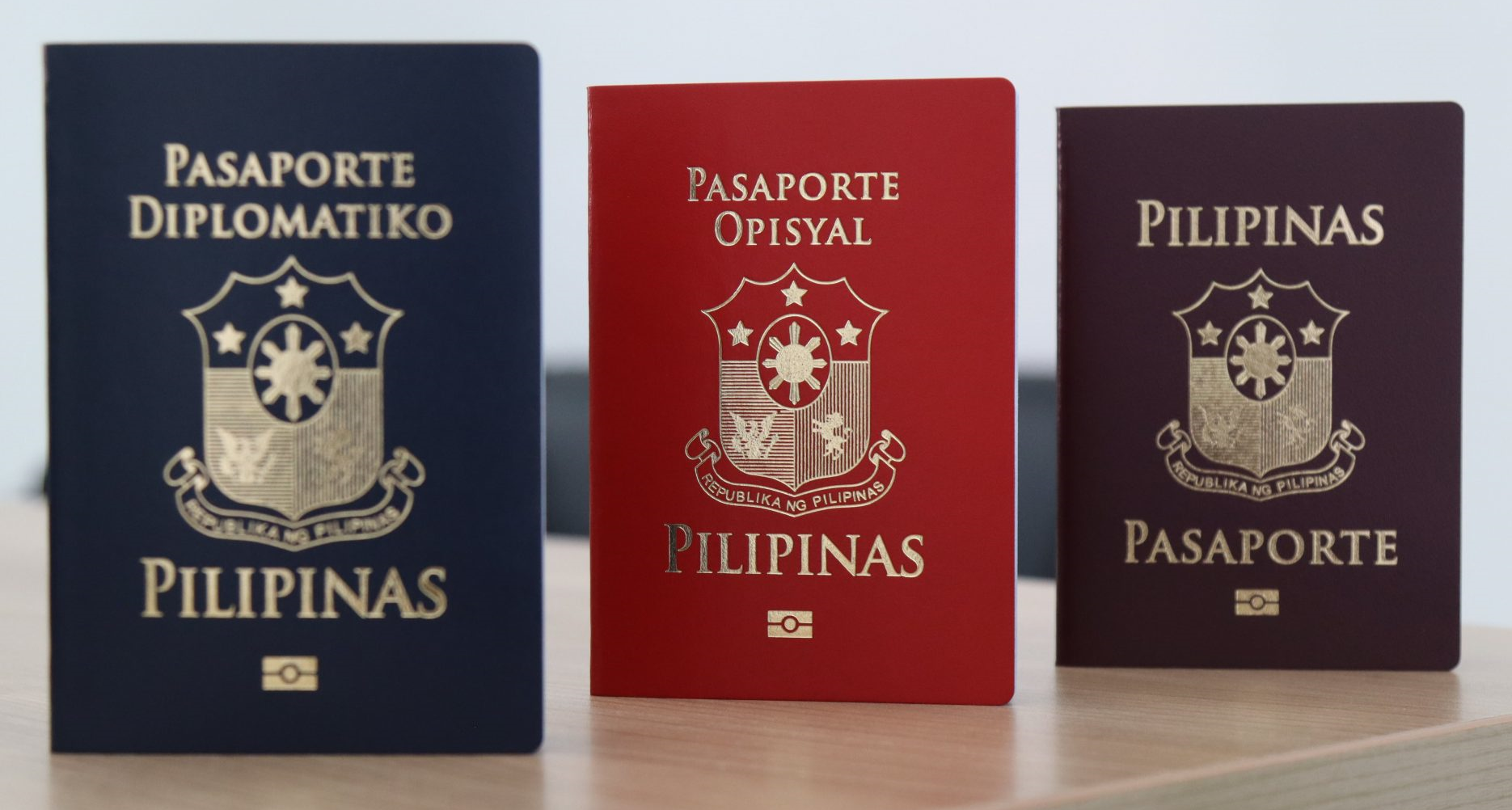
Aktuell ausgegebene biometrische Reisepässe der Philippinen: Diplomatenpass, Dienstpass und der reguläre Reisepass

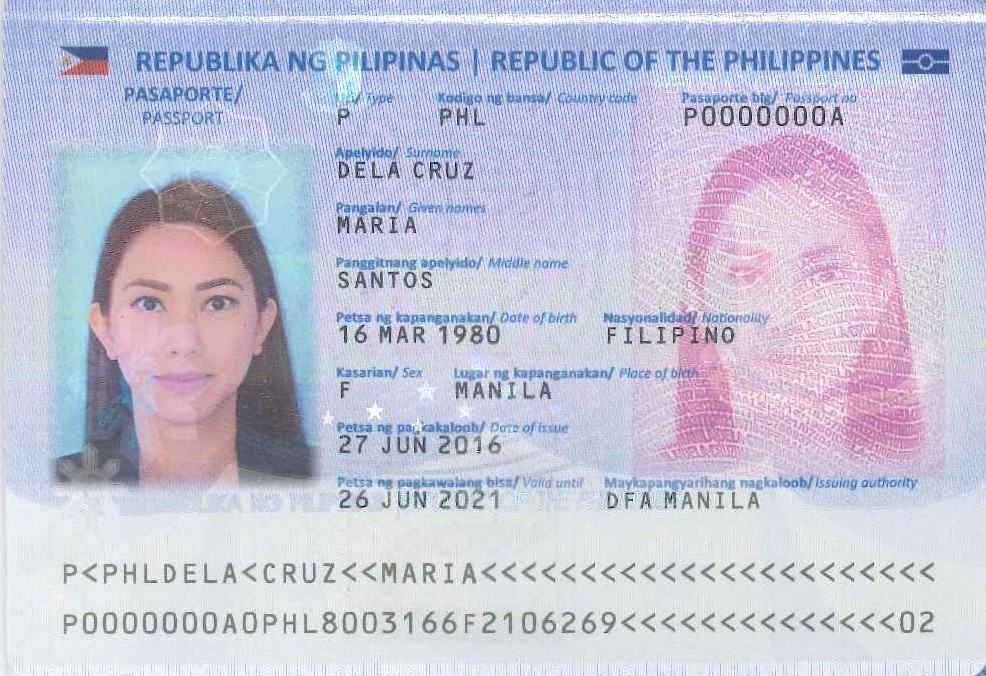
Beispiel einer Seite des philippinischen Reisepasses mit persönlichen Daten

Die philippinische Staatsangehörigkeit bestimmt die Zugehörigkeit einer Person zum Staatsverband der Philippinen mit den zugehörigen Rechten und Pflichten.
Das Staatsangehörigkeitsrecht folgt seit 1935 dem Abstammungsprinzip (lateinisch ius sanguinis). Die Philippinen sind ein zentral organisiertes, aber multiethnisches Staatswesen, das sich durch einen hohen Grad an rassischer Durchmischung auszeichnet. Die ethnische Zugehörigkeit ist im Staatsangehörigkeitsrecht bedeutungslos. Die Einheimischen bezeichnen sich als Filipinos. Das Einbürgerungsverfahren ist wie die gesamte philippinische Justiz rechtsstaatlich problematisch, im internationalen Vergleich komplex, bisweilen auch schikanös.

## Spanische Kolonie

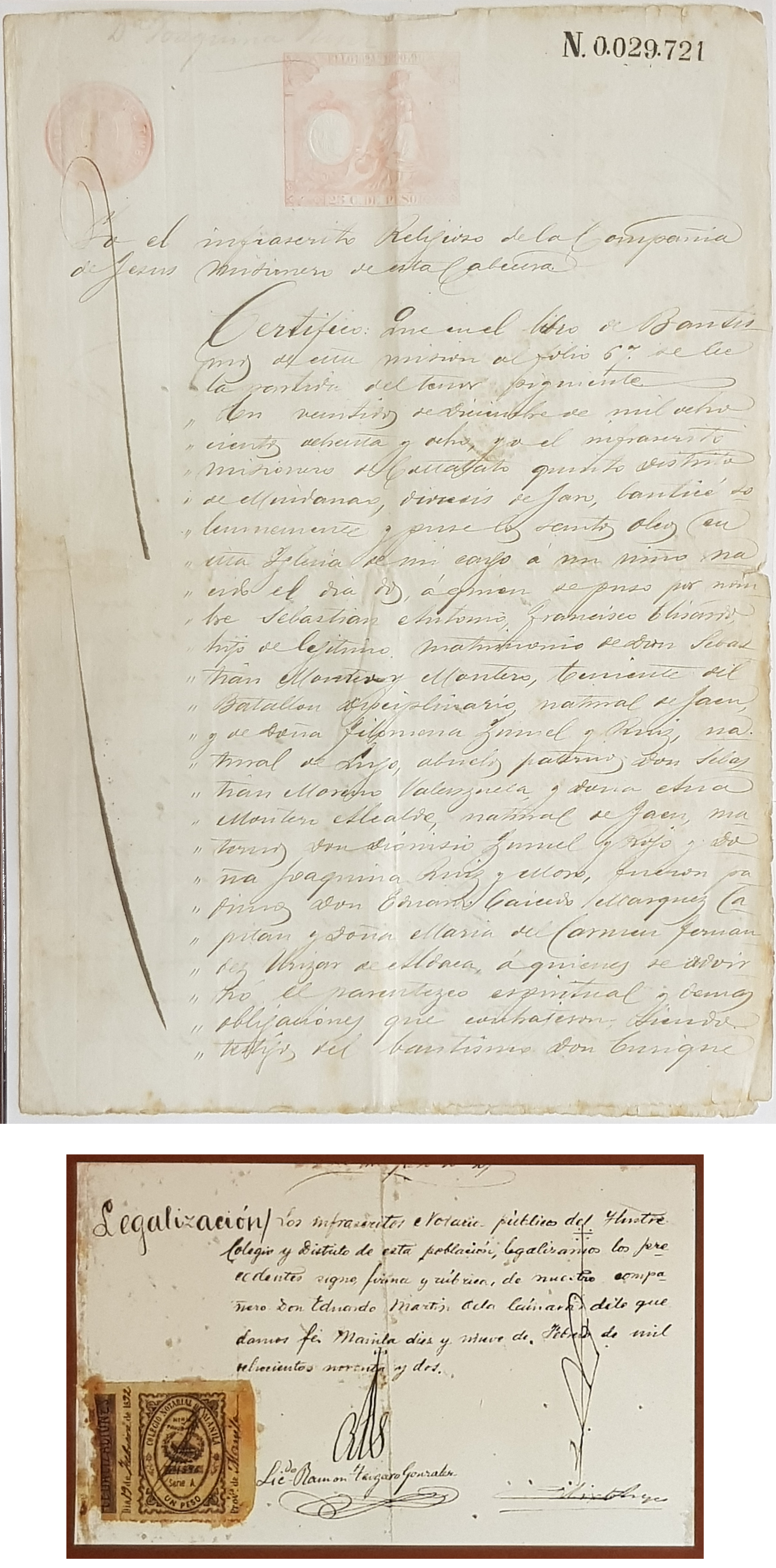
Von Jesuiten erstellter Taufschein für den 1888 in den Philippinen geborenen Sebastián Moreno Zumel. Dazu eine 1892 in Manila ausgestellte notarielle Beglaubigung, die zusammen als Nachweis der spanischen Bürgerschaft im Mutterland anerkannt wurde.

Der Gültigkeitsbereich nicht aller spanischen Staatsangehörigkeitsregeln wurde auf die Philippinen ausgedehnt. Gemäß der Verfassung von 1837 war jeder im spanischen Reich Geborene Bürger. Als Nächstes übernahm man erst das königliche Dekret vom 23. August 1868 über Erwerb und Verlust des spanischen Bürgerrechts sowie das Ausländergesetz vom 4. Juli 1870, das Options- und erleichternde Verfahrensregeln brachte.
Erst das Zivilgesetzbuch vom 8. Dezember 1889 regelte detailliert die spanische Staatsbürgerschaft. Hier findet sich wieder eine ius-soli-Regel für im spanischen Reich Geborene, ebenso wie die dem Abstammungsprinzip folgende Bestimmung, dass Kinder spanischer Eltern auch bei Auslandsgeburt immer Spanier sind. Hieraus ergab sich auch, dass eine Adoption nicht zum Staatsangehörigkeitserwerb führt. Dieses Prinzip galt nach der Unabhängigkeit fort.
Der Friedensvertrag von Paris 1898 enthielt kaum Klauseln zur Staatsbürgerschaft. Gebürtige Festlandspanier durften in den abgetretenen Gebieten leben bleiben. Nur sie, nicht die in den Kolonien Geborenen, hatten die Option, innerhalb eines Jahres ihre Loyalität zum spanischen König zu erklären. Alle anderen Bewohner wurden automatisch amerikanische Untertanen.

## Amerikanische Besetzung
Schon gegen Ende der spanischen Herrschaft hatten 1896 Einheimische eine unabhängige Republik ausgerufen. Deren Verfassung vom 23. Januar 1899, benannt nach dem Ort Malolos war sehr inklusiv. Als Filipino galt jeder im Lande Geborene (ius soli), jeder der in einer Gemeinde seit zwei Jahren seinen Bürgerrecht (“vecindad”) hatte, auch Kinder mit nur einem Filipino-Elternteil, sofern sie im Ausland geboren waren. Derartiger für die Zeit extrem liberaler Unsinn wurde von den amerikanischen Eroberern zerschossen, die Freiheitskämpfer waren 1901 besiegt.
Die Insular Cases, vom Washingtoner Supreme Court 1901 entschieden, legten fest, dass die Bewohner der “unincorporated territories” zwar als “U.S. nationals” Reisepässe und konsularischen Schutz erhalten konnten, aber nicht amerikanische Vollbürger, also “citizens” waren. Daran änderten die Grundgesetze des Cooper Act sowie der Jones Act 1916 nichts. Eine endgültige Definition dieses minderwertigen Schutzgenossenstatuses brachte erst der Nationality Act 1940.
Nach amerikanischem Selbstverständnis, brachte man „Demokratie“ und war keine Kolonialmacht. Das Washingtoner Kolonialministerium nannte man daher Bureau of Insular Affairs, nominell eine Abteilung im Kriegsministerium der Vereinigten Staaten. Ab 1939 überführte man es in die Division of Territories and Island Possessions als Teil des Department of the Interior. Wie durch die anderen Kolonialmächte auch kam es zu einer rechtlichen Trennung zwischen Kolonialherren und benachteiligten Eingeborenen. Kinder von amerikanischen Vollbürgern (“U.S. citizens”), die auf den Philippinen geboren wurden erhielten diesen Status, ohne die örtliche Staatsbürgerschaft zu erwerben.
Der Philippine Bill bestimmte dann, dass alle bis dahin spanischen Untertanen, solche der USA wurden.
Als ihre Schutzgenossen definierten die Amerikaner all diejenigen die:
- Am 11. April 1899 die spanische Staatsbürgerschaft hatten, und
- am Stichtag in der Kolonie wohnten, und
- diesen Wohnsitz bis zum 1. Juli 1902 durchgehend beibehielten, und
- keine Option für Spanien ausgeübt hatten.[16]

Durch Abstammung Filipinos wurden alle Kinder mit nur einem Elternteil, der diesen Status besaß. Bei unehelichen Kinder zählte die Staatsangehörigkeit der Mutter. Durch Eheschließung konnten Uneheliche legitimiert werden.
Frauen, die einen Ausländer heirateten verloren automatisch ihre Staatsangehörigkeit. Sie erwarben diese automatisch wieder sobald sie Witwe wurden, dieser Wiedererwerb erstreckte sich aber nicht auf ihre Kinder.
Der Jones Act, 1916 erlaubte der Legislative in Manila im engen Rahmen Bestimmungen bezüglich Staatsangehörigkeit zu erlassen. Die Regeln von 1902 wurden, abgesehen von der Dauerwohnsitzerfordernis, unverändert übernommen.
Der Naturalisation Act von 1920 formalisiert die Regeln in einem eigenen Gesetz. Ungewöhnlich war, dass sich 1920–28 Einbürgerungen nicht auf minderjährige Kinder mit erstreckten. Antragsteller sollten „guten Charakters“ sein und sie mussten ein Vermögen von 1000 Pesos oder einen einträglichen Beruf haben. Einbürgerungsfähig waren nur US-Amerikaner, Eingeborene andrer amerikanischer Kolonien sowie Ausländer, die bei Wohnsitz in den USA dort einbürgerungsfähig wären. Ausgeschlossen waren Asiaten. Die 10-jährige Anwartzeit wurde bei Inlandsgeburt oder Ehe mit einer Filipina auf 5 Jahre verkürzt. Einbürgerungen erstreckten sich automatisch auf minderjährige Kinder (Stichtag: Tag der Eidesleistung), seit 1928 nur noch wenn sie im Lande wohnten, ab 1939 dann nur noch wenn sie auf den Philippinen geboren waren.

Starb ein Antragsteller während des Verfahrens, lief dieses für Frau und Kinder ohne Neuantrag weiter.
Die Möglichkeit das Bestehen oder Fehlen der Staatsbürgerschaft auf dem Gerichtsweg feststellen zu lassen gibt es nicht.

### Verfassung 1935
Nominell bereits seit 1920 auf die Unabhängigkeit hinarbeitend, schuf man mit dem Commonwealth of the Philippines, ein Übergangsregime Hierbei sicherten sich die USA weiterhin Kontrolle der Außen- und Verteidigungspolitik sowie gewaltige wirtschaftliche Vorteile. Zugleich konnte man Filipinos als „Ausländer“ betrachten, obwohl sie weiterhin der Treuepflicht unterlagen. Ihre Einwanderungsquote für die USA wurde auf 50 pro Jahr beschränkt.
Die neue Verfassung definierte im § 4 Abs. 1 als Staatsbürger:
- alle diejenigen, die zur Zeit der Verkündung Filipinos waren, oder
- [eingefügt 1941. in Kraft bis 1973:] in den Philippinen geborene Kinder ausländischer Eltern, die bei Erreichen der Volljährigkeit für das Land optierten, oder
- deren Vater Filipinos ist, oder
- Kinder einer Filipino-Mutter, die, wenn volljährig geworden, für die Staatsangehörigkeit optieren, oder
- Eingebürgerte

Die Bestimmung „alle diejenigen, die zur Zeit der Verkündung Filipinos waren“ richtete sich sowohl nach dem bis 1899 gültigen spanischen, als auch den späteren US-Vorschriften. Letztere kannten eine Beschränkung aus rassischen Gründen. Gemäß den amerikanischen Regeln vom 10. Februar 1855 durften Farbige bis 1939 nicht eingebürgert werden. Nur nicht-farbige Ausländerinnen, die vor dem 17. Juni 1939 einen Filipino heirateten wurden also bei Eheschließung automatisch eingebürgert. Danach fiel die Rassenschranke. Die Aufhebung galt retroaktiv auch für früher geschlossenen Ehen, die am Stichtag noch bestanden.
Die Optionsmöglichkeit gab es nur für ab 1935 volljährig gewordene. Die Erklärung hatte innerhalb 1–3 Jahren, nach dem Krieg auch später zu erfolgen. Der Staatsbürgschaftserwerb galt dann ab Volljährigkeitstag.
Ab 1936 gab es als wichtigsten Verlustgrund, wie international üblich, die freiwillige Annahme einer fremden Staatsangehörigkeit. Hierbei zählten die USA bis 1946 zum Inland, der Erwerb der vollen “citizenship” hatte also keine Wirkung. Dazu kamen der strafweise Entzug für Deserteure in Kriegszeiten oder ungenehmigte Annahme einer Beamten- oder Militärstelle für eine fremde Macht. Aus realpolitischen Gründen entschied die Militärregierung 1945 den Dienst als HiWi (heihō) für die Japaner nicht als fremden Militärdienst zu betrachten.
Durch Abstammung Filipino wurden eheliche Kinder nun nur dann wenn der Vater diesen Status innehatte. Eine Vaterschaftsanerkennung des unverheirateten Vaters hatte keine Auswirkung auf die Staatsbürgerschaft eines unehelichen Kindes. Nur die Eheschließung führte (rückwirkend ab Geburt) zur Legitimation.
Spezielle Regeln für Findelkinder gibt es nicht, man geht stillschweigend von Filipino-Abstammung aus. Offizielle Statistik verzeichnet 2010–19 5660 Findelkinder.
Alle auf den Philippinen geborenen “U.S. nationals” verloren diesen Status am Unabhängigkeitstag, 4. Juli 1946 automatisch und waren nun nur noch Filipinos. Die Verfassung von 1935 galt weiter.
Einbürgerungen
Einbürgerungen beantragt man beim örtlichen Amtsgericht (“declaration of intent”). Zwischen Antrag und Termin müssen mindestens sechs Monate liegen. Anträge mussten durch dreimalige Anzeige im Staatsanzeiger sowie einer lokalen Zeitung öffentlich bekannt gemacht werden. Über die Anträge wird bis heute in einer Gerichtsverhandlung entschieden. Seit den 1950er Jahren waren im Vorfeld stundenlange Polizeiverhöre bei verschiedenen Dienststellen ebenso üblich wie massive Schmiergeldforderungen der zuständigen Richter. Persönlich gehört werden müssen zwei Charakterzeugen. Das öffentliche Interesse vertritt der Solicitor General oder der lokale öffentliche Ankläger (“fiscal”), die das Recht eine Einbürgerung vor dem obersten Gericht anzufechten vor 1988 häufig nutzten. Der Gerichtsbeschluss ist eine Anweisung an das Standesamt die Einbürgerung einzutragen und nach Leistung des Treueeids zu beurkunden. Seit 1950 war eine zweijährige Bewährungszeit zwischen Rechtskraft des Urteils und Eid vorgeschrieben. Während dieser durfte der Neubürger das Land nicht verlassen und hatte sich tadellos zu führen. Die Verfahrensdauer in den Jahren vor der Demokratisierung betrug normalerweise vier Jahre.
Als Einbürgerungsbedingungen verlangte man gemäß dem Commonwealth Law № 473
- Volljährig, 21. am Tag der gerichtlichen Anhörung.
- 10 Jahre dauerhafter Wohnsitz auf den Philippinen [davon die sechs Monate vor Antragstellung nicht außer Landes].
- „Guter Charakter“ (“proper and irreproachable manner”) während der gesamten Anwartzeit, zu bescheinigen durch zwei „vertrauenswürdige“ Zeugen.
- Entweder Immobilien oder Grundbesitz im Wert von mindestens 5000 Pesos,[26] oder ausreichendes Arbeitseinkommen aus legalen Quellen.
- Eventuell vorhandene schulpflichtige Kinder besuchen eine Regel- oder genehmigte Schule an der Staatsbürgerkundeunterricht stattfindet[27]
- [nach dem Krieg zusätzlich:]
  - Sprachkenntnisse in Wort und Schrift in Englisch, Spanisch oder einer der indigenen Hauptsprachen, mit Tagalog als offizieller Sprache seit 1947.
  - Zum Zeitpunkt der Eidesleistung Aufgabe jeglicher “allegiance” („Treuepflicht“) zu einem anderen Staat[28] sowie eventueller Adelstitel.

Ausdrücklich ausgeschlossen waren:
- Personen mit unheilbaren Infektionskrankheiten, Taubstumme oder Geisteskranke
- Wegen eines als “moral turpitude” („verwerflich“ oder „schändlich“) zu sehenden Vergehens Verurteilte (was weit definiert so ziemlich jede Vorstrafe von Steuerhinterziehung bis Mord umfassen kann)
- Polygamisten oder daran Glaubende, sprich: Moslems
- Mitglieder von Organisationen, die eine herrschaftsfreie Gesellschaft fordern, also Anarchisten und Kommunisten oder diejenigen, die gewalttätige Aktionen befürworten[29]
- Personen, die es vermieden haben soziale Kontakte zu Filipinos aufzubauen oder keine Kenntnis von Sitten und Gebräuchen erworben haben
- Staatsangehörige von Ländern mit denen sich die USA [später Philippinen] im Krieg befinden[30]
- Staatsangehörige von Ländern, die Filipinos (aus rassischen Gründen) von der Annahme ihrer Staatsangehörigkeit ausschließen.[31]

Die gesetzlichen Voraussetzungen, abgesehen von der Antragserfordernis, galten auch für einheiratende Ausländerinnen.
Eingebürgerte durften erst nach fünf Jahren in die Nationalversammlung gewählt werden. Allerdings galt auch 1935–73, dass jeder im Lande geborenen Ausländer, der vor dem 8. Februar 1935 in ein öffentliches Amt gewählt wurde, dadurch Filipino wurde. Das Präsidentenamt oder Richtertätigkeit am obersten Gericht bleibt Eingebürgerten aber bis heute verboten.
Der Solicitor General kann die Rückgängigmachung einer Einbürgerung bei Gericht beantragen. Die Voraussetzungen, vor allem Täuschung oder Falschangaben im Antragsverfahren, änderten sich im Laufe der Jahre immer wieder. Die Beweislast keinen Fehler gemacht zu haben liegt jedoch beim beschuldigten Eingebürgerten.

## Verfassung 1973
Die neue Verfassung von 1973 definierte im § 3 als Staatsbürger:
- alle diejenigen, die zur Zeit der Verkündung Filipinos waren, oder
- deren Vater oder Mutter Filipinos sind, oder
- wer nach den Bestimmungen von 1935 für die Staatsangehörigkeit optierte, oder
- Eingebürgerte

Frauen, die Ausländer heirateten behielten nun ihre Staatsangehörigkeit, außer sie gaben eine ausdrückliche Verzichtserklärung ab.
Eingebürgerte konnten nicht mehr in die Nationalversammlung gewählt werden.

### Sonderverordnung 1975
Präsident Ferdinand Marcos zeichnete am 11. April 1975 das “Letter of Instruction” № 270 betitelt “Naturalization of Deserving Aliens by Decree.” Hierdurch konnten vor allem tausende Chinesen, denen in den Jahrzehnten zuvor die Einbürgerung so gut wie unmöglich war, in einem stark beschleunigten Verwaltungsverfahren eingebürgert werden.
Vom 28. April bis zum Ende der ursprünglichen Befristung zum 30. Juni 1975 gingen 19325 Anträge ein, davon 95 % von Chinesen. Die Antragsfrist wurde später bis 31. März 1977 verlängert. Gefordert wurde Volljährigkeit, gesichertes Einkommen und keine Vorstrafen. Die Charakterzeugen brauchten nur eine schriftliche Erklärung abgeben. Das zuständige Dreierkomitee (“Special Committee on Naturalization”) genehmigte nur weniger als ein Sechstel der Anträge.
Das Dreierkomitee wurde 1997 „wiederbelebt,“ um weitere 9000 Anträge zu entscheiden.

## Verfassung 1987
Volljährig in Staatsbürgerschaftssachen ist man mit 18. Einige der schikanöseren Einbürgerungsvorschriften, bzw. deren strenge Auslegung wurden entschärft, die Regeln von 1939 gelten aber im Kern weiter.
Die neue Verfassung von 1987 definiert im § 4 als Staatsbürger:
- alle diejenigen, die zur Zeit der Verkündung Filipinos waren, oder
- deren Vater oder Mutter Filipinos sind, oder die
- vor dem 17. Januar 1973 geborenen Kinder einer Filipino-Mutter, die, wenn volljährig geworden, für die Staatsangehörigkeit optieren, oder
- Eingebürgerte.

In § 5 wird die doppelte Staatsangehörigkeit nicht ausdrücklich verboten, die “dual allegiance” jedoch schon. Daraus folgt z. B. dass ein Doppelstaatler, bevor er sich zur Wahl für ein politisches Amt stellt, ausdrücklich alle fremden Staatsbürgerschaften ablegen muss.

### Erwerb
Zuständig ist heute primär das “Bureau of Immigration,” das jedoch gehalten ist, wenn nötig, mit dem Außen- oder Justizministerium und dem Zivilregister (Standesamt) zusammenzuarbeiten.
Geburt
Durch Geburt wird man entsprechend den Verfassungsbestimmungen Filipino. Zum Nachweis genügen Geburtsurkunden, Ausweise über den Eintrag im Wählerverzeichnis, Heiratsurkunden mit Nationalitätsvermerk u. ä. Urkunden.
Im Ausland geborene Kinder von dort lebenden Filipinos können die Registrierung als Bürger beantragen.
Der Staatsbürgerschaftserwerb bei Adoption oder Vaterschaftsanerkennung ergibt sich aus den Bestimmungen des Zivilgesetzbuchs. Entsprechende Verzeichnisse, auch über Einbürgerungen, führt das Zentralregister.
Einbürgerung
Einbürgerungen können auf drei Wegen erfolgen:
1. Einbürgerung durch Gerichtsbeschluss, basierend darauf, dass die Bedingungen des Revised Naturalization Act erfüllt sind
2. Auf dem Verwaltungsweg gemäß dem Administrative Naturalization Law of 2000[38] Der Verwaltungsweg steht Kindern von Ausländern offen, die, im Lande geboren, ihr ganzes Leben hier gewohnt haben und volljährig sind.
3. durch Sondergesetz des Parlaments ohne weitere Vorbedingungen, was kaum vorkommt.[39]

Einbürgerungsanträge werden vom örtlich zuständigen Standesamt durch Aushang 30 Tage bekannt gemacht. Eingebürgerte bleiben von hohen Staats- und Richterämtern ausgeschlossen.

### Verlust
Verlustgründe sind:
- Einbürgerung oder Unterzeichnung eines Treueeides in einem anderen Staat
- Verzichtserklärung
- Desertion aus der Armee; ungenehmigtes Eintreten in eine fremde Streitkraft
- Ungültigkeitserklärung der Einbürgerungsurkunde aufgrund Gerichtsbeschlusses
- ungültige oder falsche Angaben beim Einbürgerungsantrag
- Mindestens fünfjährige Wohnsitznahme eines Eingebürgerten in seinem Ursprungsland

Frauen verlieren durch Ausländerheirat ihre Staatsbürgerschaft dann nicht mehr, wenn sie die Staatsangehörigkeit des Mannes nach dessen Heimatrecht automatisch durch Heirat erwerben.

### Wiedererwerb
Ein Gesetz über den Wiedererwerb erging 1936. Es wurde 1947, 1960, 1963 und 1975 geändert.
Das befristete Dekret 1975 erleichterte den Wiedererwerb für alle Filipinos, die irgendwie ihre Staatsbürgerschaft verloren hatte, so z. B. für Deserteure in Kriegszeiten gemäß den Regeln von 1936.
„Wiederaufnahme“ (“repatriation”) erfolgt durch Ablegen eines Treueeids auf die Republik gefolgt von der Eintragung bei der Ausländerbehörde (“Bureau of Immigration”) und dem Zivilregister. Dies betrifft nur Frauen, die durch Ausländerheirat (automatisch) ihrer Staatsbürgerschaft verlustig gegangen waren.
Der am 29. Aug. 2003 verabschiedete Dual National Act erlaubt es Filipinos, die durch Geburt Staatsangehörige gewesen waren, aber ihre Staatsbürgerschaft durch Annahme einer fremden verloren haben, durch Eidesleistung, wenn sie wieder in ihre Heimat zurückkehren, die philippinische Staatsbürgerschaft wieder zu erhalten und ihre weitere(n) zu behalten. Die philippinische Staatsangehörigkeit gilt dann als nie verloren. Eine solche Wiedereinbürgerung schließt auch minderjährige Kinder mit ein.

## Flüchtlinge und Staatenlose
Die Philippinen zeichneten den Pakt über soziale Rechte, der 1976 in Kraft trat sowie das Übereinkommen über die Rechtsstellung der Staatenlosen, das man 1955 zeichnete, aber erst 2011 ratifizierte. In Folge verkündete man 2019 einen Plan bis 2024 landesweit Staatenlosigkeit zu beenden. In Zusammenarbeit mit dem UNHCR identifizierte man folgende Problemgruppen:
- Sama Bajau, ein auf See nomadisierender Stamm
- Personen indonesischer Herkunft
- wegen Kriegshandlungen/Vertreibung standesamtlich Unregistrierte
- Personen philippischer Abstammung in Sabah, vor allem Opfer des Moro-Konflikts
- japanische Besatzungskinder

Die ersten vier Gruppen sind vor allem Muslime die im Jahrzehnte vernachlässigten Süden leben, in dem seit 1906 immer wieder Befreiungsbewegungen aktiv waren. Bekanntere sind Hukbalahap, Nuevo Ejército del Pueblo (NPA = “Nice People Around”) oder der Moro-Konflikt. Gerade in der Region fand auch undokumentierte Migration statt. Hier lag die Quote standesamtlicher Anmeldung von Geburten teils unter 40 %, ggü. landesweit deutlich über 90 %. Von Malaysia beansprucht man die Abtretung des Nordostens von Borneo. Die meisten Betroffenen sind nicht de jure staatenlos im Sinne des Abkommens von 1954, sondern mangels Papieren de facto staatenlos.
Seit 2011 entscheidet eine neu geschaffenen Behörde, die Refugee and Stateless Status Determination. Durch Kooperation mit Indonesien konnte 2014–19 festgestellt werden, dass 96 % der knapp 9000 Erfassten eine der beiden Staatsangehörigkeiten besaßen. Um die häufig die Landesgrenzen überschreitenden Sama Bajau besser zu registrieren, haben beide Länder schon 1975 ein Abkommen geschlossen. 2019 konnte eine in Zamboanga City kombinierte Dienststelle 600 Unregistrierte durch Ausstellung von Geburtsurkunden aus der de facto-Staatenlosigkeit holen.
Malaysia stellt in Sabah den Flüchtlingen der 1970er Jahre eine IMM13 genannte Ausweiskarte aus. 2020 hatten rund 51.000 Personen diesen Status, der zur Arbeitsaufnahme berechtigt. Weitere 130.000 Flüchtlinge späterer Jahre haben 1982–87 eine sogenannte Kad Burung-Burung genannte Bescheinigung erhalten. Ihre Integration ist in Malaysia 2020 ein heiß diskutiertes Thema. Der auch anderen Gruppen ausgestellte Sabah Temporary Pass ist eine Duldung. Wegen des Sabah-Konflikts sind die Beziehungen hier gespannt, eine Kooperation der Behörden zu entscheiden wer staatenlos oder Filipino ist, findet allenfalls schleppend statt.
Die japanischen Besatzungskinder, oft uneheliche haben ihre Abstammung aus Angst vor Repression oft lebenslang verschwiegen. 2021 betrug das Durchschnittsalter der geschätzt 1100 Überlebenden der ersten Generation 81 Jahre. Zählt man ihre Nachfahren mit sind es 3800. Hier geht es vor allem darum Kontakte ins Vaterland herstellen, was die Nikkei Jin Kai Rengokai organisiert. 103 Personen beantragten 2019 ihre Anerkennung als Staatenlose. Da die Japanische Staatsangehörigkeit eng an die Eintragung in ein im „inneren“ Reich angelegtes Haushaltsregister (Koseki) gebunden ist, aber 1959 alle in Übersee Verschollenen gelöscht wurden, ergeben sich große Probleme gegenüber obstinaten japanischen Bürokraten einen Anspruch durchzusetzen. 2003–19 haben japanische Familiengerichte 1275 Personen ein Haushaltsregister gewährt, etwa ein Fünftel der Anträge wurden abgelehnt.

## Zuwanderung
Die größte Gruppe von Zuwanderern waren immer ethnische Chinesen, obwohl bereits zu Beginn der amerikanischen Kolonialzeit ihre Zuwanderung stark eingeschränkt wurde. Außerdem hatten sie die Zahlung einer Kopfsteuer durch Ausweis nachzuweisen.
Präsident Elpidio Quirino ließ 1949 zahlreiche chinesische Flüchtlinge ins Land ohne ihren Status jedoch zu formalisieren. Aussagekräftige Statistiken über ihre Zahl gab es lange nicht, Schätzungen lagen 1947 bei insgesamt unter 200.000, 1960 bei bis zu einer halben Million Undokumentierten - realistischer ist wohl 125.000. Die Volkszählung jenes Jahres stellte 180.000 Chinesen fest. Die Einbürgerungsverbote gegen Gewaltbereite und „Anarchisten“ sollten eine maoistische „fünfte Kolonne“ verhindern. Diese Diskriminierung verringerte sich mit der erwähnten Verordnung 1975.
Tsinoys, also Bewohner oder Mischlinge mit chinesischen Wurzeln machen heute rund zwölf Prozent der Bevölkerung aus. 2014 stellten unter den ansässigen Ausländern mit fast 30.000 die US-Amerikaner die größte Gruppe, wobei nicht klar ist wie viele von diesen heimgekehrte Auswanderer sind.
Im Jahre 1965 lebten 38.000 nicht-chinesische Ausländer auf den Philippinen, die damals 27 Millionen Einwohner hatten. Die Zahl der nicht-chinesischen Zuwanderer ist und bleibt gering. Wegen der schlechten Verdienstmöglichkeiten gibt es kaum einwandernde Gastarbeiter. Dazu kommen aus europäischen Ländern, Australien und Kanada einige tausend Rentner, die ihren Lebensabend im Warmen genießen.